# Georg von Kanitz (Diplomat)
Georg von Kanitz (* 18. Juli 1877 in Pansevitz auf Rügen; † 15. Januar 1916 bei Kangawar in Persien vermisst) war ein deutscher Jurist, Heeresoffizier, Diplomat, Legationsrat und Militärattaché.

## Beruflicher Werdegang
Das Gymnasium besuchte Georg von Kanitz zuerst in Wernigerode, später in Norden, Ostfriesland. Zu Ostern 1897 legte er das Abitur ab. Daran schloss sich ein Studium der Rechtswissenschaften an der Universität Heidelberg an. Seine Dissertation legte er 1901 gemeinsam mit Rudolv von Stillfried-Alcantara vor. Sie beschäftigte sich mit Entwicklungs- und Personalfragen des königlich-preußischen Ordens vom Schwarzen Adler. Zeitnah leistete er Militärdienst und wurde im Januar 1900 zum Leutnant befördert. Nach weiteren neun Jahren im kaiserlichen Heer erhielt von Kanitz im Oktober 1909 die Beförderung zum Oberleutnant.

## Einsatz in Asien
Ein Jahr später erhielt von Kanitz eine Einberufung zum Auswärtigen Dienst. Dabei sollte ab Mai 1910 seine Eignung für eine diplomatische Laufbahn überprüft werden. Das erfolgte zuerst durch seine Kommandierung an die preußische Gesandtschaft in Teheran. Neben der Sammlung von Erfahrungen im Umgang mit der neuen Materie sollte dabei auch seine Motivation für künftige Auslandseinsätze gestärkt werden. Den Dienst im Iran trat er Anfang August 1910 an. Vorgesehen waren dabei neun Monate im Ausland. Mit der Beendigung seines ersten Auftrages trat von Kanitz im April 1911 die Rückreise an.
Diese führte ihn 1911 über das kaum erschlossene Gebiet von Russisch-Turkestan. Über diese Reise fertigte er einen ausführlichen Bericht an. Aus diesem lassen sich seine Route und die dabei gemachten Beobachtungen nachvollziehen. Dazu gehörten die Lebensweise der dort wohnenden Menschen, die Produkte der Landwirtschaft und der Abbau von Bodenschätzen. Das alles ergänzte von Kanitz mit Feststellungen über militärische Objekte. Diese Berichterstattung bildete mit seiner Ankunft in Berlin die Grundlage für seine Prüfung hinsichtlich der Eignung für den diplomatischen Dienst. Er wurde für geeignet befunden und wurde für Dienstleistungen im Haus des Auswärtigen Amtes ab Juni 1911 eingesetzt. Dabei durchlief er mehrere Abteilungen und erhielt am Ende die Zulassung für den diplomatischen Dienst.
Ab Dezember 1911 kam von Kanitz an der Gesandtschaft in Belgrad zum Einsatz. Hier nahm er die Geschäfte eines Legationssekretärs wahr. Kurz darauf wurde ihm die kommissarische Leitung der Geschäftsstelle übertragen. Im Sommer des Folgejahres legte er dann die obligatorischen diplomatischen Prüfungen in Berlin ab. Mit diesem Zeitpunkt schied er offiziell aus dem Militärdienst aus. Er kehrte als Legationssekretär nach Belgrad zurück. Bis zum Ende erhielt er zwischenzeitlich mehrere Kommandierungen ins Auswärtige Amt. Der nächste Wechsel führte ihn Anfang 1912 an die deutsche Botschaft nach Konstantinopel. Für ein Jahr geplant wurde er als 2. Sekretär verwendet.
Durch den Beginn des Ersten Weltkrieges wurde im Sommer 1914 dieser Einsatz unterbrochen und von Kanitz kehrte, mobilisiert, in den Militärdienst zurück. Kurz zuvor war er noch zum Rittmeister d.R. befördert worden. Nach 6 Monaten im kaiserlichen Heer erhielt er Anfang 1915 den Charakter als Legationsrat. So ausgestattet reiste er in den Iran und übernahm an der Gesandtschaft in Teheran die Aufgaben des Militärattachés. Sein Vorgesetzter war der Gesandte Heinrich XXXI. Reuß zu Köstritz, jüngere Linie (1868–1929). Dieser führte bereits seit Sommer 1912 die Geschäfte der Gesandtschaft in Teheran. Seinen Dienst trat von Kanitz Anfang Mai 1915 an. Dabei fungierte er als Verbindungsglied zwischen dem Auswärtigen Amt und den im Persischen Raum eingesetzten Heereskräften. Diese stießen zeitweilig bis in die Grenzbereiche des britischen Kolonialreiches vor. Bei einem solcher Einsätze Anfang 1916 in den Raum bis zur irakischen Grenze bei Kangavar kehrte von Kanitz nicht zurück. Mit dem Datum des 15. Januar 1916 wurde er als vermisste Person geführt.
Der von Militärattaché von Kanitz geleistete Einsatz in feindlichem Gebiet wurde nach dem Ende des Krieges dokumentiert und für die Würdigung seiner Dienste genutzt. Im Verlaufe der Jahre hat dieses Ereignis zur Legendenbildung für Einsätze im Feindesland mit beigetragen.

## Familie
Die Eltern von Georg waren der preußische Kammerherr und Mitglied des preußischen Abgeordnetenhauses, Hans von Kanitz sowie dessen Ehefrau Maria, geborene Freiin von Krassow.

## Publikationen
- Die Ritter des Königlich Preussischen Hohen Ordens vom Schwarzen Adler und ihre Wappen: 〈1701–1901〉; (Nach dem Stande vom 1. Januar 1901), gemeinsam mit Rudolv von Stillfried-Alcantara, Moeser Verlag Berlin 1901

- Bericht Georg von Kanitz an das Auswärtige Amt, 1911 in Turkestan, in: Martin Kröger, Die Karawane des Gesandten und andere Reiseberichte deutscher Diplomaten, Vandenhoeck & Ruprecht Verlag Göttingen 2009, S. 92ff.